# Vuursteenmijnen van Valkenburg
De vuursteenmijnen van Valkenburg is een complex van zeven prehistorische mijnen in Valkenburg in de Nederlandse provincie Limburg, waar in de prehistorie vuursteen werd gewonnen. Ze zijn gelegen aan de Plenkertstraat aan de noordrand het Polferbos. Hier werd ooit de hellingvoet afgegraven waardoor een deel van de vuursteenmijnen is vernietigd en een ander deel bloot is komen te liggen en zichtbaar is in de zuidelijke Geuldalwand. Ze liggen dicht bij de ingang naar de Romeinse Katakomben en de voormalige De Leeuw bierbrouwerij.
De vuursteenmijnen zijn een geologisch monument.
Aan de andere kant van het stadscentrum liggen nabij de Sibbergrubbe de vuursteenmijnen Biebosch in het Biebosch.
Ten zuidwesten van de vuursteenmijnen ligt de Heidegroeve met de Romeinse Katakomben en ten zuidoosten liggen de Groeve onder het Rotspark en de Heksenkeuken. Hoger op de helling boven de vuursteenmijnen staat het Cuypershuisje.

## Geschiedenis
In het Neolithicum rond 3300 voor Chr. werd er in deze mijnen vuursteen gedolven voor het maken van werktuigen. Door de grofkorreligheid van het materiaal is het redelijk schokbestendig en daarmee zeer geschikt voor het vervaardigen van onder andere vuursteenbijlen.
Rond 1880 werd er voor het eerst melding gemaakt van in de omgeving van Valkenburg gevonden Valkenburger vuursteen waarvan werktuigen gemaakt waren.
In onder andere 1937 en 1940 werden in het Geböschke aan de Nerum te Oud-Valkenburg en de Schaelsberg enkele hertshoornen hakken gevonden die gebruikt waren voor delving.
In 1970 werd door de geologische kartering uitgevoerd door de Rijks Geologische Dienst te Heerlen de exploitatiezones ontdekt en beschreven die zich bevonden aan de noordelijke dalwand van de Geul in de buurt van de Schaelsberg. Hier werd over een gebied van twee hectare een bestrooiing met vuursteenafslag aangetroffen. Tevens werden er vuursteenafslagen gevonden in de Sibbergrubbe en het Biebosch. Behalve afslagen werden ook enkele halffabricaten van grote bijlen gevonden en vond men een vrij grote groeve. Vuursteen werd dus niet alleen uit aan het oppervlak gelegen verweerde kalksteen gewonnen, maar men gebruikte ook harde onverweerde kalksteen daarvoor. Op basis van de vondsten ging men ervan uit dat de vuursteen in dagbouw gewonnen was gezien de in ruime mate aanwezige gemakkelijk exploiteerbare hellingafzettingen.
In 1990 werd er vanuit het Instituut voor Prehistorie te Leiden onder leiding van Fred Brounen begonnen aan veldverkenning en opgravingen om meer inzicht te krijgen, een goed voorbeeld van mijnbouwarcheologie. Daarbij werd aanvankelijk het Biebosch als onderzoeksterrein gekozen. Daar bracht men afslagen en ander prehistorisch productieafval in kaart. Door dit onderzoek ontstond er het beeld dat het hier ging om een langgerekte smalle zone waar niet alleen vuursteen was bewerkt, maar mogelijk ook vuursteen was gewonnen. Men groef proefputjes om deze hypothese te staven waarbij de sporen van prehistorische dagbouw tevoorschijn kwamen, het betrof de winningskuilen als vulling o.a. Kerbschlägel. Enkele plekken kon men in verband brengen met de winning van vuursteen, waarbij de vulling van putjes onder andere een grote-productie-afslagen- en een paar vuurstenen winningswerktuigen betrof. Verder vond men een mardel (een ondiepe mijn met een brede schacht en nisvormige galerijen) en een venster naar een andere mijn. Hier trof men diverse exemplaren winningswerktuigen aan die van hetzelfde type ook in dagbouwputten gevonden waren. In de mijn werden ook de sporen van een vuurtje aangetroffen in de vorm van houtskool dat gedateerd kon worden op 3280 - 2780 v.Chr.
In 1992 werd het terrein boven de Plenkertstraat bezocht door Fred Brounen, Karen van der Graaf en amateurarcheoloog Hub Pisters. Daar werd een afslag gevonden die men meenam naar de Plenkertstraat om daar te vergelijken met de knollen in de kalksteenwand. Aldaar constateerden ze enige gaten in de wand die herkenbaar en vergelijkbaar waren met de galerijtjes van de mijn in het Biebosch. Zo werden door hen de vuursteenmijnen ontdekt. Daarna is er hier door het toenmalige Instituut voor Prehistorie van de Universiteit Leiden uitvoerig onderzoek gedaan.
Op 26 mei 1999 werden de vuursteenmijnen van Valkenburg aan de Plenkertstraat aangewezen als wettelijk beschermd archeologisch monument (rijksmonument).
Op 4 juli 2003 werd, na inrichting van het monument, de vuursteenmijnen officieel gepresenteerd aan het publiek dat vanaf toen langs een 53 meter lange balustrade met informatiepanelen langs en over de mijntjes kan lopen.

## Opzet
Aan de Plenkertstraat liggen nog de resten van zeven prehistorische vuursteenmijnen. De mijnen liggen aan het uiteinde van een ongeveer 2,5 kilometer lange strook waar er vuurstenen werd ontgonnen door middel van schachtbouw en dagbouw.
De oostelijke mijnen (1 t/m 3) van de gevonden zeven mijnen aan de Plenkertstraat waren slechts van een klein formaat met een lengte van niet langer dan ongeveer drie meter. De westelijke mijnen (4 t/m 7) hadden een groter formaat.
| Galerij 1 Van deze mijn is er een klokvormige ondergrondse ruimte bewaard gebleven, die een verdere verwijding heeft tot korte gangetjes naar beneden aan toe. Via een korte schacht (thans verdwenen) stond deze ruimte in verbinding met de open lucht. Er is aan de rechterzijde een nauwe (door)gang zichtbaar. Zoals gebruikelijk is, is de gang opgevuld met kalksteenpuin dat als puinafval bij het graven van een nieuwe gang werd verkregen. |
| Galerij 2 Deze mijn heeft gemeten vanaf de rotswand een diepte van vier meter. Ze is vrij laag, maar is breder dan aan de buitenkant te zien is doordat slechts een deel van de vulling van de gang verwijderd is. Een ander deel is behouden, de rechter helft. De schacht van deze mijn is verdwenen door de afgraving van kalksteen in de 19e eeuw. |
| Galerij 3 Alleen van deze mijn kon de plattegrond worden vastgesteld hoe het er moet hebben uitgezien. Op de voorzijde ligt een plateautje dat de vloer van de mijn was en deze markeert de plek waarboven zich de verticale schacht bevond. Bij opgravingen heeft men aan weerszijden van het plateau de vloeren van andere galerijen gevonden. Van bovenaf gezien had deze mijn de vorm van waarschijnlijk een klaverblad: een centrale schacht met vier gangen. Het muurtje van kalksteenblokken stamt uit de 19e of 20e eeuw dat daar aangebracht is voor de veiligheid. |
| Schacht 4 Deze schacht was ooit nagenoeg rond, had een diameter van 2,7 meter en was 6 meter diep. Het bovenste deel en een deel van de oorspronkelijke schachtwand is afgegraven, maar een dieper deel van de schacht en de galerijen is nog aanwezig en intact in de hellingvoet en onder het wegdek. Dit is in de bestrating globaal weergegeven. In de wand zijn duidelijk nog de haksporen te zien die ontstaan zijn bij het uithouwen van de mijnschacht. |
| Schacht 5 en 6 Van deze schachten is weinig bekend. |
| Schacht 7 Van deze schacht is weinig bekend, waarvan een stuk wand van de schacht bewaard is gebleven, maar was de grootste schacht van het complex. Men heeft door grondboringen en een proefput weten vast te stellen dat de minimale diepte gemeten vanaf het oorspronkelijke maaiveld 8,5 meter moet zijn geweest. De doorsnede was meer dan 6 meter, waarbij men vermoedt dat dit gebeurd is op een plek waar er geen vuursteen was in het laagpakket, en men dieper gegraven heeft om in het eronder liggende Kalksteen van Schiepersberg vuursteen te delven.         |

## Geologie
De onderzochte rotswand ter plaatse heeft een hoogte die lager is dan vijf meter. Hier zijn verschillende lagenpakketten zichtbaar met vanaf het maaiveld achtereenvolgens de Horizont van Laumont, Kalksteen van Emael, Horizont van Romontbos en de Kalksteen van Schiepersberg. Het Valkenburgs vuursteen komt uitsluitend voor in de Formatie van Maastricht, de vaste kalksteen, waarbij slechts in de lagen Kalksteen van Schiepersberg en de Kalksteen van Emael exploiteerbare hoeveelheden vuursteen te vinden zijn.
De verschillende mijnen hebben verschillende dieptes die mede het gevolg zijn van geologische factoren. Het vuursteenpakket helt in westelijke richting waardoor men in de meer westelijkere schachten dieper moest graven om bij de vuursteen te komen. Honderd meter ten westen van schacht 7 liggen de vuursteenknollen onder het waterniveau van de Geul en daarmee op een niet meer exploiteerbare diepte. Binnen de onderzochte strook van de zeven mijnen bevindt zich tussen galerij 3 en schacht 4 een geologische breuk en ligt het vuursteen ten westen daarvan dieper dan de oostzijde.
Het Valkenburgvuursteen is een overwegend grofkorrelige vuursteensoort en komt voor als pijpvormige en regelmatige plaatvormige knollen. Het heeft een grijze tot blauw-grijze kleur, en ook komt er een fijnkorrelige bruine variëteit voor.